# Sinomegoura pyri
Sinomegoura pyri är en insektsart. Sinomegoura pyri ingår i släktet Sinomegoura och familjen långrörsbladlöss. Inga underarter finns listade i Catalogue of Life.